# Хитон
Хитонът (на старогръцки: χιτών) е най-употребяваната дреха през архаичния период и класическата античност. Това е вид туника, представляваща нещо като чувал без дъно или плащ от лека материя, който се закопчава на едното или двете рамена. Изработва се обикновено от вълна или лен. Мъжкият хитон е по-къс, носи се обикновено с пояс през кръста; женският е по-дълъг и може да стигне до ходилата. Жените носят къси хитони само в къщи, далеч от погледите на чужди мъже, а жените носещи къси хитони (обикновено украсени и в ярки цветове) в обществото принадлежат към прослойката на по-леките жени - хетери, танцьорки, флейтистки и т.н. Воините носят специални, по-къси хитони. Селяните, ратаите и пътниците носят така наречения екзомис, представляващ къс хитон пристегнат в пояса, който оставя голо лявото рамо. Известен е и т.нар. хитон подерес – дълъг, стигащ до петите, носен от високопоставените лица. С течение на времето той се превръща в отличителен белег на старата аристокрация.
Обикновено с бял или кремав цвят, хитонът се носи и като долна риза, върху която се намятат други дрехи. Хитонът е част от облеклото и на тракийските пелтасти.